# Cristallo di Wigner

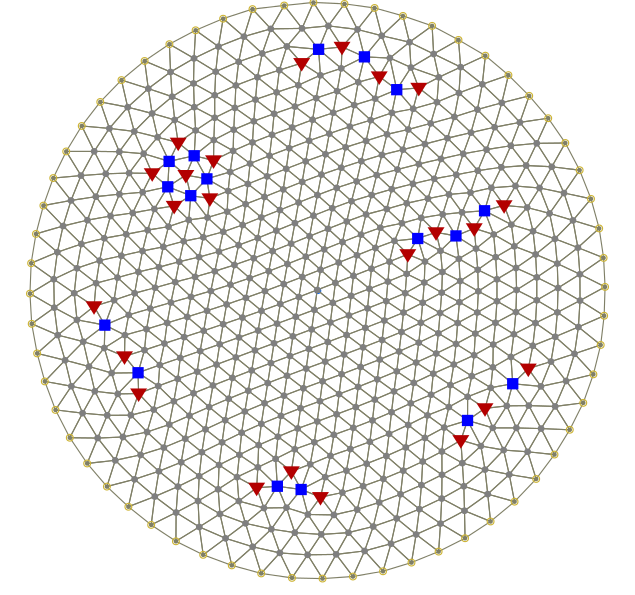
Struttura di un cristallo bidimensionale di Wigner in una trappola con potenziale parabolico con 600 elettroni. I triangoli e i quadrati segnano le posizioni dei difetti topologici

Il cristallo di Wigner è uno stato della materia teorizzato dal fisico ungherese Eugene Paul Wigner nel 1934 e realizzato per la prima volta in un esperimento presso il Politecnico federale di Zurigo il 30 giugno 2021. L'articolo originale di Wigner (che però contiene un errore) predice l'esistenza di uno stato in cui gli elettroni di una sostanza si localizzano attorno ai punti di un reticolo. Si tratta quindi di un modello di cristallo elettronico.

## Descrizione
La descrizione teorica del cristallo di Wigner si basa su un'approssimazione, talvolta usata in fisica dello stato solido, detta jellium: un gas omogeneo di elettroni immerso in un continuo di carica positiva che ha densità di carica esattamente uguale a quella media degli elettroni, così da garantire la neutralità del sistema. L'approssimazione di Hartree-Fock è uno strumento oggigiorno superato, ma comunque utile per capire, almeno qualitativamente e coerentemente con la teoria delle perturbazioni al primo ordine, il comportamento di questo gas di elettroni. In particolare questo approccio variazionale consente una deduzione teorica abbastanza precisa per le energie di coesione dei metalli alcalini: il continuo positivo è infatti un'approssimazione non troppo forzata solo nel caso in cui gli ioni del reticolo cristallino presentino struttura elettronica a shell chiuse, come nel caso alcalino. Tutto questo vale per densità di elettroni tipiche dei metalli.
Per densità più basse si evince, sempre grazie a questa modellizzazione, che il modo per minimizzare l'energia del sistema è quello di polarizzare gli spin degli elettroni e di localizzarli: l'energia di ogni singolo elettrone è quindi quella dello stato fondamentale di un oscillatore armonico quantistico (che ben descrive il moto di oscillazione attorno al sito del reticolo elettronico) più quella dovuta al potenziale mutuo di interazione (minimizzata invece dalla conveniente scelta geometrica del reticolo).
Mentre il lavoro di Wigner si basava su un calcolo essenzialmente di elettrostatica, l'approccio moderno si basa su metodi computazionali di tipo Monte Carlo o RPA (random phase approximation) e recenti sviluppi sperimentali (che hanno portato ad un'evidenza della localizzazione di elettroni sulla superficie di gocce di elio liquido) hanno ultimamente ridestato l'interesse per questo inusuale stato della materia.
Nel 2013 è stato realizzato in laboratorio un cristallo di Wigner di cui si è avuto una conferma indiretta.
Nel 2021 i ricercati dell'ETH di Zurigo hanno avuto la prova diretta della realizzazione del cristallo usando un semiconduttore di diseleniuro di molibdeno portato a temperature vicino a 0 K.